# Atago (tàu tuần dương Nhật)
Atago (tiếng Nhật: 愛宕) là một tàu tuần dương hạng nặng của Hải quân Đế quốc Nhật Bản thuộc lớp Takao bao gồm bốn chiếc, được thiết kế cải tiến dựa trên lớp Myōkō trước đó. Atago đã hoạt động trong Chiến tranh Thế giới thứ hai và bị đánh chìm ngày 23 tháng 10 năm 1944 trong trận chiến eo biển Palawan trong khuôn khổ Trận chiến vịnh Leyte.

## Thiết kế và chế tạo
Những tàu chiến thuộc lớp Myōkō được xem là không ổn định và nhiều kinh nghiệm rút ra đã được áp dụng cải tiến cho lớp Takao. Chúng là những tàu chiến nhanh và mạnh mẽ, trang bị mười khẩu pháo 203 mm (8 inch) và bốn khẩu pháo 120 mm (4,7 inch), tám ống phóng ngư lôi và nhiều vũ khí phòng không hỗn hợp, một hỏa lực đủ mạnh để đối đầu với bất kỳ tàu tuần dương của mọi lực lượng hải quân trên thế giới.
Những chiếc trong lớp Takao được chấp thuận trong năm tài chính 1927 như một phần trong chiến lược của Hải quân Đế quốc Nhật Bản về một trận chiến quyết định. Chúng tạo nên xương sống cho lực lượng tấn công chiến đấu tầm xa. Atago được chế tạo tại Xưởng hải quân Kure gần Hiroshima, và giống như những con tàu chị em với nó, tên nó được đặt theo tên một ngọn núi: Núi Atago tọa lạc tại ngoại ô Kyoto. Atago được đặt lườn vào ngày 28 tháng 4 năm 1927, được hạ thủy vào ngày 16 tháng 6 năm 1930 và được đưa vào hoạt động ngày 30 tháng 3 năm 1932.

## Lịch sử hoạt động

### Giai đoạn mở màn Chiến tranh Thái Bình Dương
Lúc khởi đầu Chiến tranh Thái Bình Dương, Atago là soái hạm của Hải đội Tuần dương 4 dưới quyền chỉ huy của Phó Đô đốc (sau này là Đô đốc) Kondo Nobutake cùng với các con tàu chị em với nó Maya, Chokai và Takao, và được trao nhiệm vụ hỗ trợ cho cuộc chiếm đóng Malaya và Philippines.
Từ tháng 1 đến tháng 3 năm 1942, Atago đặt căn cứ tại Palau, và tham gia các chiến dịch nhằm chiếm đóng khu vực Đông Ấn thuộc Hà Lan vốn giàu nguồn dự trữ dầu mỏ tối cần thiết cho Nhật Bản. Nó tham gia nhiều hoạt động tác chiến, bao gồm Trận chiến biển Java. Sau khi đưa Phó Đô đốc Kondo đi một vòng thị sát các lãnh thổ mới chiếm được của Nhật, Atago quay về Yokosuka vào tháng 4 năm 1942 và tham gia cuộc truy đuổi không thành công Lực lượng Đặc nhiệm 16.2 vốn đã tung ra cuộc Không kích Doolittle xuống Tokyo.
Sau khi được tái trang bị vào tháng 4 năm 1942, thay thế các khẩu pháo đa dụng nòng đơn 120 mm (4,7 inch) bằng kiểu 127 mm (5 inch) hai nòng, Atago khởi hành tham gia vào Trận Midway tai hại, nhưng nó quay trở về an toàn mà không bị thiệt hại.

### Chiến dịch Guadalcanal
Ngày 7 tháng 8 năm 1942, Atago được bố trí về phía Nam đến Truk, nơi nó thực hiện nhiều hoạt động trong Chiến dịch Guadalcanal cho đến tận tháng 12. Atago đã tham gia Trận chiến Đông Solomons vào ngày 24 tháng 8 năm 1942, vào ngày 25 tháng 8, máy bay từ tàu sân bay Mỹ Wasp đã bắn rơi hai thủy phi cơ Aichi E13A cất cánh từ Atago trong một phi vụ trinh sát, làm tất cả bốn thành viên đội bay đều thiệt mạng. Nó còn tham gia Trận chiến quần đảo Santa Cruz từ ngày 26 đến ngày 27 tháng 10 năm 1942.
Trong trận Hải chiến Guadalcanal ngày 15 tháng 11 năm 1942, trong cuộc đấu súng ban đêm cùng các thiết giáp hạm South Dakota và Washington, Atago và Takao đã bắn trúng South Dakota 17 phát đạn pháo 203 mm (8 inch), năm phát 152 mm (6 inch) và một phát 127 mm (5 inch). Thiết giáp hạm Kirishima cũng bắn trúng South Dakota một phát đạn 355 mm (14 inch) vào tháp súng Số 3 về phía đuôi. Tuy nhiên, South Dakota chỉ bị hư hại mà không chìm. Trước đó, Atago và Takao mỗi chiếc đã phóng tám ngư lôi Type 93 "Long Lance" nhắm vào Washington nhưng đều bị trượt. Atago bị hư hại nhẹ trong trận này, và phải quay về Kure để sửa chữa vào ngày 17 tháng 12 năm 1942.
Đến tháng 1 năm 1943, Atago quay trở lại Truk tiếp tục nhiệm vụ hỗ trợ lực lượng Nhật Bản giữ vững quần đảo Solomon, và sau đó hỗ trợ việc triệt thoái khỏi Guadalcanal. Nó tiếp tục đặt căn cứ tại Truk cho đến tháng 7 năm 1943, khi nó quay về Yokosuka cho một đợt cải biến và tái trang bị, bổ sung thêm hai khẩu đội súng phòng không ba nòng 25 mm Kiểu 96.

### 1943-1944
Từ tháng 8 đến tháng 11 năm 1943, Atago quay trở lại Truk tiếp tục nhiệm vụ hỗ trợ lực lượng Nhật Bản tại quần đảo Solomon. Nhằm đối phó lại cuộc đổ bộ của quân Đồng Minh lên đảo Bougainville vào ngày 1 tháng 11 năm 1943, Atago cùng nhiều tàu tuần dương khác được gửi đến Rabaul chuẩn bị cho một cuộc tấn công vào lực lượng đổ bộ Đồng Minh. Vào ngày 5 tháng 11 năm 1943, trong khi được tiếp nhiên liệu ngoài khơi Rabaul, lực lượng đặc nhiệm của Atago bị tấn công bởi 97 máy bay từ các tàu sân bay Saratoga và Princeton. Atago chịu đựng ba quả bom 227 kg (500 lb) nổ sát cạnh con tàu khiến 22 thành viên thủy thủ đoàn thiệt mạng, kể cả Thuyền trưởng Nakaoka khi ông bị trúng một mảnh bom lúc đang đứng trên cầu tàu. Vào ngày 15 tháng 11 năm 1943, Atago quay về Yokosuka để sửa chữa, đồng thời cũng được trang bị thêm các khẩu đội phòng không 25 mm và radar dò tìm mặt đất Kiểu 22.
Vào tháng 1 năm 1944, Atago quay trở lại khu vực Truk. Vào ngày 10 tháng 2 năm 1944, lực lượng tàu tuần dương bị tàu ngầm Mỹ Permit tấn công vào ban đêm, nhưng tất cả bốn quả ngư lôi nhắm vào nó đều bị trượt. Sau đó Atago được bố trí vào hải đội Tuần dương 4 đặt căn cứ tại Palau thuộc Hạm đội Lưu động thứ nhất của Phó đô đốc Ozawa. Một lần nữa lực lượng tàu tuần dương lại là mục tiêu của cuộc tấn công bất thành từ tàu ngầm Mỹ USS Dace vào ngày 6 tháng 4 năm 1944.
Vào ngày 13 tháng 6 năm 1944, Atago tham gia Trận chiến biển Philippine, mà kết quả là tổn thất to lớn cho không lực của Hải quân Đế quốc Nhật Bản với ba tàu sân bay bị đánh chìm và mất gần 400 máy bay; Tuy nhiên, Atago thoát được mà không bị thiệt hại. Đến ngày 22 tháng 6 năm 1944, Atago rút lui cùng với phần còn lại của hạm đội ngang qua Okinawa về Kure, nơi nó được tái trang bị lần cuối, bổ sung thêm bốn khẩu phòng không 25 mm ba nòng và 22 khẩu nòng đơn, lên tổng cộng 60 nòng, cùng radar dò tìm trên không Kiểu 13.

### Trận chiến vịnh Leyte
Từ tháng 7 đến tháng 10 năm 1944, Atago là soái hạm của Lực lượng Tấn công Lưu động thứ nhất của Đô đốc Kurita, thành phần mạnh nhất của Hải quân Đế quốc Nhật Bản với bảy thiết giáp hạm, mười một tàu tuần dương hạng nặng, hai tàu tuần dương hạng nhẹ và mười chín tàu khu trục đặt căn cứ tại Lingga gần Singapore. Vào ngày 22 tháng 10 năm 1944, trong trận chiến vịnh Leyte, Atago lên đường cùng với tất cả các con tàu chị em với nó Chōkai, Takao và Maya trong thành phần Hải đội Tuần dương 4. Vào ngày hôm sau 23 tháng 10 năm 1944, trong Trận chiến eo biển Palawan, Atago trúng phải bốn ngư lôi phóng đi từ tàu ngầm Darter, và bị bốc cháy. Lúc 05 giờ 53 phút, Atago lật úp và chìm ở độ sâu khoảng 1.800 m (6.000 ft) tại tọa độ 09°28′B 117°17′Đ / 9,467°B 117,283°Đ.
Trong số thành viên thủy thủ đoàn của Atago, có 360 người thiệt mạng, nhưng 529 người khác trong đó có Phó Đô đốc Kurita, Tham mưu trưởng Chuẩn Đô đốc (sau là Phó Đô đốc) Tomiji Koyanagi (nguyên thuyền trưởng thiết giáp hạm Kongō), và Thuyền trưởng chiếc Atago Chuẩn Đô đốc Araki được chiếc Kishinami vớt lên; và 171 người sống sót khác được chiếc Asashimo cứu. Số phận những con tàu chị em với Atago cũng không may mắn hơn trong trận đánh này: Maya bị tàu ngầm Dace đánh chìm; Takao buộc phải quay về Brunei sau khi trúng phải ngư lôi của tàu ngầm Darter (chiếc này sau đó phải tự hủy khi mắc cạn vào một bãi san hô ngầm); và hai ngày sau Chōkai bị mất trong Trận chiến ngoài khơi Samar.

## Danh sách thuyền trưởng
- Kenichi Sada (sĩ quan trang bị trưởng): 20 tháng 6 năm 1930 - 30 tháng 3 năm 1932
- Kenichi Sada: 30 tháng 3 năm 1932 - 1 tháng 12 năm 1932
- Ibo Takahashi: 1 tháng 12 năm 1932 - 15 tháng 11 năm 1933
- Giichi Miyata: 15 tháng 11 năm 1933 - 1 tháng 11 năm 1934
- Shigeru Sonoda: 1 tháng 11 năm 1934 - 15 tháng 11 năm 1935
- Kozo Suzukida: 15 tháng 11 năm 1935 - 15 tháng 4 năm 1936
- Seiichi Ito: 15 tháng 4 năm 1936 - 1 tháng 12 năm 1936
- Aritomo Goto: 1 tháng 12 năm 1936 - 12 tháng 7 năm 1937
- Takeo Okumoto: 12 tháng 7 năm 1937 - 1 tháng 12 năm 1937
- Minbu Sakano: 1 tháng 12 năm 1937 - 10 tháng 8 năm 1938
- Nakai Minowa: 10 tháng 8 năm 1938 - 15 tháng 11 năm 1938
- Seigo Takatsuka: 15 tháng 11 năm 1938 - 15 tháng 11 năm 1939
- Chimaki Kono: 15 tháng 11 năm 1939 - 15 tháng 10 năm 1940
- Tomiji Koyanagi: 15 tháng 10 năm 1940 - 11 tháng 8 năm 1941
- Nam tước Matsuji Ijuin: 11 tháng 8 năm 1941 - 1 tháng 12 năm 1942
- Nobuki Nakaoka: 1 tháng 12 năm 1942 - 5 tháng 11 năm 1943 (tử trận)
- Không có chỉ huy: 5 tháng 11 năm 1943 - 15 tháng 11 năm 1943
- Tsutau Araki: 15 tháng 11 năm 1943 - 23 tháng 10 năm 1944 (được thăng lên Chuẩn Đô đốc ngày 15 tháng 10 năm 1944.)

### Sách
- D'Albas, Andrieu (1965). Death of a Navy: Japanese Naval Action in World War II. Devin-Adair Pub. ISBN 0-8159-5302-X.
- Dull, Paul S. (1978). A Battle History of the Imperial Japanese Navy, 1941-1945. Naval Institute Press. ISBN 0-87021-097-1.
- Lacroix, Eric (1997). Japanese Cruisers of the Pacific War. Linton Wells. Naval Institute Press. ISBN 0-87021-311-3.